# Karam (rodzina)
Karam – rodzina maronicka z regionu Zgharta – Ehden, w północnym Libanie. Przodek rodziny, rycerz o nazwisku Cremoir przybył z francuskiego Le Mont i osiedlił się na Bliskim Wschodzie w roku 1098. Został panem warowni Sahyoun i od tego czasu jego rodzina znana była pod nazwą Al-Sahyouni. W XVII wieku Beszara Al-Sahyouni, sojusznik Fachr ad-Dina II, przyjął imię Abu-Karam - ,,ojciec szczodrości”.

## Przedstawiciele
- Gibrael Al-Sahyouni[2] (1577 – 1648), łac.: Sionita -  duchowny katolicki, filolog, dokonał tłumaczenia Biblii na siedem języków, autor jednej z pierwszych prac o gramatyce języka arabskiego.
- Abu Karam al-Sahyouni – gubernator Dżebbat Baszarri w latach 1624-1635.
- Abu Karam Jakub Al-Hadathi - gubernator Dżebbat Baszarri w latach 1635-1641.
- Abu Dib Al-Hednani - gubernator Dżebbat Baszarri w latach 1641-1643.
- Abu Karam ben Beszara Al-Ehdeni - gubernator Dżebbat Baszarri w latach 1673-1679.
- Mikhail ben Nahlous Al-Ehdeni - gubernator Dżebbat Baszarri i Zawiji w latach 1692-1704.
- Jussef Bejk Karam[3] (1823 –1889) - libański działacz narodowy.
- Boutros Beszara Karam – deputowany parlamentu w latach 1920-1922.
- Jussef Karam (1910–1972) – polityk libański, były deputowany.
- Salim Karam (ur. w 1946) - polityk libański, obecny deputowany Zgromadzenia Narodowego z listy Ruchu Marada.
- Fajez Karam (ur. w 1948) - libański generał i polityk oskarżony o szpiegostwo na rzecz Izraela.